# Takahashi Yoshio
Yoshio Takahashi (sinh ngày 4 tháng 7 năm 1977) là một cầu thủ bóng đá người Nhật Bản.

## Sự nghiệp câu lạc bộ
Yoshio Takahashi đã từng chơi cho Urawa Reds.